# Dèdal de Sició

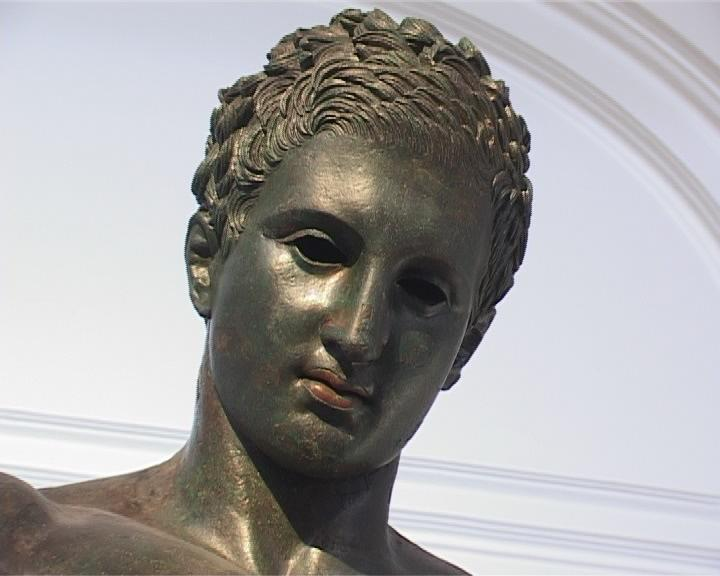
Apoxiòmenos de Croàcia, atribuït a un original de Dèdal de Sició

Dèdal (fl. segle v aC) fou un escultor de l'Antiga Grècia natural de la ciutat de Sició.
Fou fill i deixeble d'un escultor anomenat Pàtrocle, que és esmentat per Plini el Vell entre els artistes del Peloponnès actius en la 95a Olimpíada, pertanyent a l'escola de Policlet i contemporani de Naucides. Segons Pausànias, fou Dèdal qui va realitzar el trofeu per al poble eleu dedicat en l'Altis per a commemorar la seua victòria sobre Esparta el 401-399 aC, i va crear algunes estàtues d'atletes.
Plini el recorda com a autor de dos xiquets de bronze que es renten, i Paolo Moreno li va atribuir el tipus d'Apoxiòmenos, conegut per diferents exemplars, el més complet dels quals és l'Apoxiòmenos de Croàcia i el d'Efes.